# Bachar Mar-Khalifé
Pour les articles homonymes, voir Khalifé.
Bachar Mar-Khalifé, ou Bachar Khalifé, né le 13 février 1983 à Beyrouth, est un chanteur, compositeur et multi-instrumentiste franco-libanais.

## Biographie
Bachar Mar-Khalifé a pour père, Marcel Khalifé, chanteur et joueur de oud, connu au Liban. Alors qu'il a six ans, sa famille fuit la guerre du Liban. 
Il suit une formation musicale au Conservatoire national supérieur de musique et de danse de Paris avec son frère, Rami Khalifé, et obtient le prix du Conservatoire en piano. Il s'intéresse également aux percussions et découvre le répertoire traditionnel de son pays d'origine.

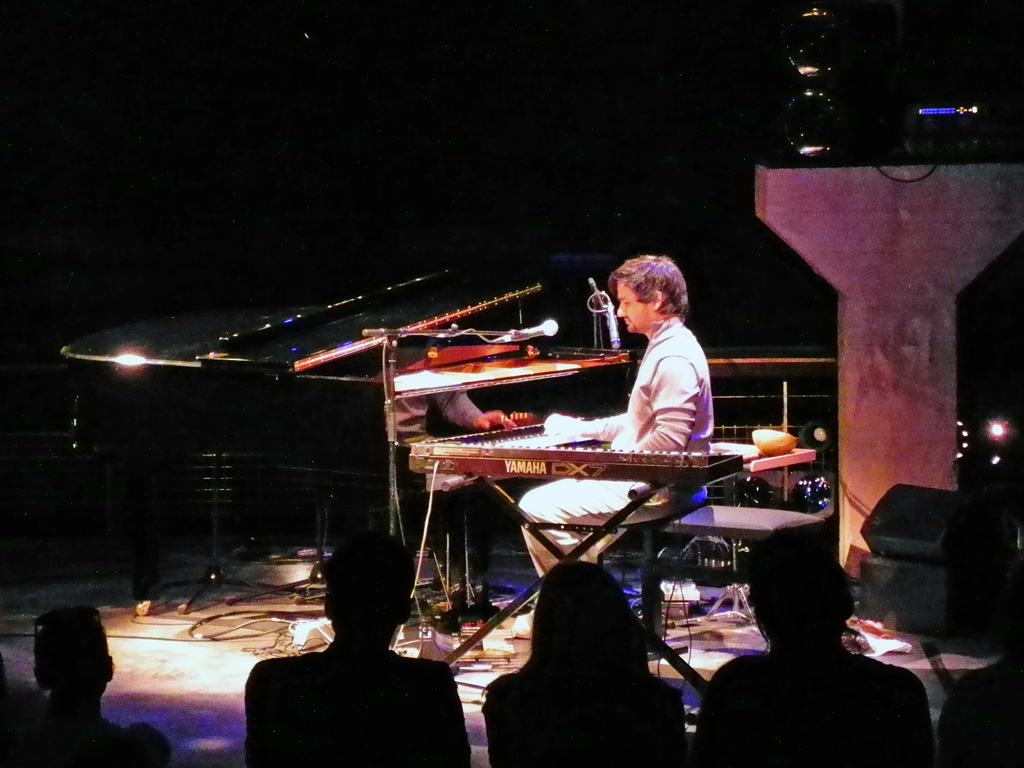
Bachar Mar-Khalifé en 2011.

Il prend dix ans pour composer son premier album, Oil Slick.
Entretemps, il travaille avec les chefs d'orchestre Lorin Maazel et James Gaffigan, avec l'Orchestre national de France et avec l'Ensemble intercontemporain. Il participe à plusieurs projets qui mélangent jazz, world music, électro et hip-hop avec des artistes aussi divers que Bojan Z, Carl Craig, Francesco Tristano, Murcof, Kery James, Chapelier Fou, Christophe ou le trio K/D/M.
Bachar Mar-Khalifé compose des musiques de film. La bande originale de Layla Fourie, de Pia Marais, est récompensée à la Berlinale en 2013. Celle de Fièvres de Hicham Ayouch est récompensée au Festival panafricain du cinéma et de la télévision de Ouagadougou (FESPACO) en 2015. Il collabore avec la réalisatrice Chloé Mazlo et compose la musique de son court métrage Asmahan et de son premier long-métrage Sous le ciel d'Alice sorti en 2021. Il publie une partie de ces compositions dans l'album The End. Music for Films, Vol.1, qui regroupe des musiques de films écrites depuis 2013.
Bachar Mar-Khalifé sort un troisième album, Ya Balad (« Ô pays »), et fait appel au photographe anglais Lee Jeffries pour réaliser la couverture. Il invite sur cet album l’actrice iranienne Golshifteh Farahani pour chanter la berceuse Yalla Tnam Nada. Son dernier titre est Dors mon gâs du chansonnier breton Théodore Botrel.
À l’occasion de la seconde édition du festival Beyond My Piano en 2015, il crée le spectacle Paradis de Helki.
En novembre 2017 à la Cité de la musique, il interprète avec Jeanne Cherhal ARBA, une création originale à deux pianos en hommage à la chanteuse Barbara.
L'album The Water Wheel, a Tribute to Hamza El Din est publié en mai 2018. 
Le cinquième album de Mar-Khalifé, On/off, sort en 2020. Le titre « Insomnia » est extrait de cet album.
Mar-Khalifé se produit avec Francesco Tristano et Pascal Schumacher, entre autres.

## Vie privée
Bachar Mar-Khalifé vit avec Erika Moulet, avec laquelle il a trois enfants.

## Discographie

### EP
- 2012 : Machins choses
- 2013 : Ya Nas
- 2016 : Lemon
- 2020 : Insomnia

## Filmographie comme compositeur
Sauf indication contraire, les informations mentionnées dans cette section peuvent être confirmées par la base de données cinématographiques IMDb,  présente dans la section « Liens externes ».
- 2010 : Tragovi, de Guillermo Carreras-Candi
- 2013 : Layla, de Pia Marais
- 2015 : Shanghaï Belleville, de Show-Chun Lee
- 2015 : Go Home, de Jihane Chouaib (musique additionnelle)
- 2019 : Paris Stalingrad, de Hind Meddeb et Thim Naccache (documentaire)
- 2019 : Asmahan la diva, de Chloé Mazlo (court métrage)
- 2020 : Sous le ciel d'Alice, de Chloé Mazlo
- 2020 : Empty Crib, de Romy Coccia di Ferro (court métrage)
- 2021 : Mes frères et moi, de Yohan Manca
- 2023 : Le Paradis, de Zeno Graton
- 2023 : Banel et Adama, de Ramata-Toulaye Sy
- 2024 : Alazar, de Beza Hailu Lemma (court métrage)
- 2025 : L'amour, c'est surcoté, de Mourad Winter

## Distinctions
- 2016 : Prix SPPF de l'album audacieux pour "Ya Balad"
- 2016 : Prix Deezer Adami (Prix des pros)
- 2021 : Grand Prix de la SACEM "Grand Prix des musiques du monde"[10]
- 2022 : Prix Michel Legrand pour le film "Sous le Ciel d'Alice"